# Procès des Einsatzgruppen

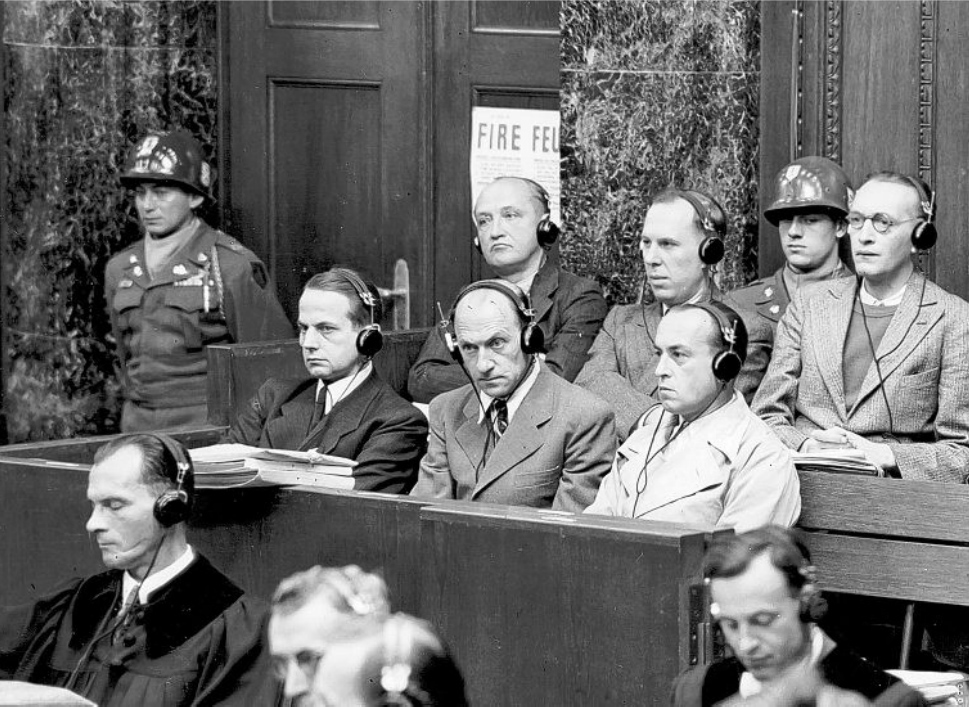
Nuremberg (1947-1948), une séance du procès des Einsatzgruppen avec six des vingt-quatre prévenus, de gauche à droite au 1er rang : Ohlendorf (exécuté en 1951) ; Jost (libéré en 1952) ; Naumann (exécuté en 1951) ; au 2e rang : Biberstein (libéré en 1958) ; Braune (exécuté en 1951) ; Walter Haensch (libéré en 1955).

Le procès des Einsatzgruppen (officiellement The United States of America vs. Otto Ohlendorf, et al.), du 14 septembre 1947 au 10 avril 1948, est le neuvième des douze procès pour crimes de guerre que les autorités américaines organisèrent dans leur zone d'occupation en Allemagne, à Nuremberg, après la Seconde Guerre mondiale, en complément du premier procès des principaux dignitaires du Reich, connu sous le nom de procès de Nuremberg (du 20 novembre 1945 au 1er octobre 1946). 
Ces douze procès se déroulèrent devant un tribunal militaire américain et non devant le tribunal militaire international, mais dans les mêmes salles. Ils sont connus sous le nom de « seconds procès de Nuremberg », ou plus formellement « procès des criminels de guerre devant le tribunal militaire de Nuremberg ». Au cours de ce procès, des chefs des Einsatzgruppen de la Schutzstaffel (SS) furent jugés. Selon l'acte d'accusation du 25 juillet 1947, les chefs d'accusation étaient : crime contre l'humanité, crime de guerre et participation à des organisations criminelles.

## Les juges
- Président : Michael A. Musmanno, juge à Pittsburgh, en Pennsylvanie.
- John J. Speight, juge en Alabama.
- Richard D. Dixon, auparavant juge de la cour suprême de Caroline du Nord.

## Le jugement

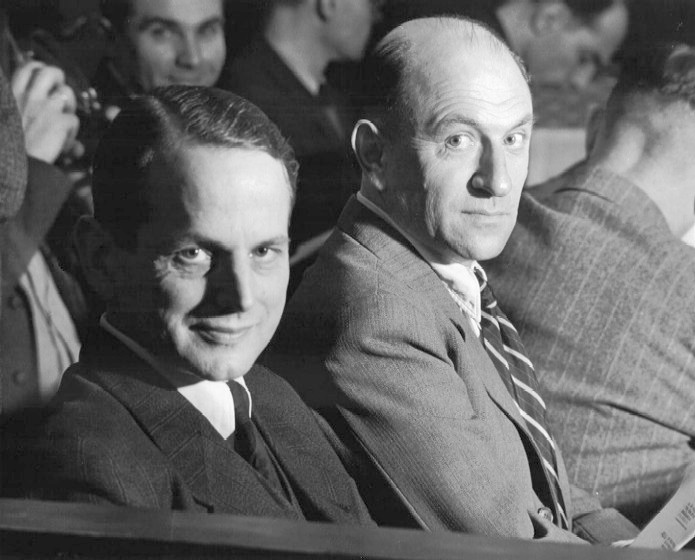
Otto Ohlendorf (à gauche) et Heinz Jost (à droite derrière) mis en accusation le 9 février 1948 à Nuremberg.

Selon le jugement du 10 avril 1948, quatorze peines de mort furent prononcées ainsi que deux peines de prison à vie et cinq peines de privation temporaire de liberté (entre dix et vingt ans). Le gouverneur militaire de la zone d'occupation américaine, le général Lucius D. Clay rejeta en mars 1949 toutes les demandes de grâce. Le chancelier Konrad Adenauer, le président fédéral Theodor Heuss et aussi l'Église allemande se prononcèrent en faveur d'une transformation des peines capitales en peines de prison. Hormis pour quatre cas (Ohlendorf, Naumann, Blobel et Braune), le nouveau haut-commissaire américain John McCloy ordonna finalement de commuer les peines de mort en peines de prison à vie (donc dix cas sur quatorze). 

### Peines prononcées
1. SS-Gruppenführer Otto Ohlendorf : peine de mort, exécuté le 7 juin 1951.
2. SS-Brigadeführer Heinz Jost : prison à vie, peine commuée en 1951 à dix ans de prison, libéré en 1952.
3. SS-Brigadeführer Erich Naumann : peine de mort, exécuté le 7 juin 1951.
4. SS-Brigadeführer Otto Rasch : évacué du procès le 5 février 1948 pour raisons médicales.
5. SS-Brigadeführer Erwin Schulz : vingt ans de prison, commuée en 1951 en quinze ans de prison, libéré en 1954.
6. SS-Brigadeführer Franz Six : vingt ans de prison, peine commuée en 1951 en quinze ans de prison, libéré en 1952.
7. SS-Standartenführer Paul Blobel : peine de mort, exécuté le 7 juin 1951.
8. SS-Standartenführer Walter Blume : peine de mort, commuée en 1951 en vingt-cinq ans de prison, libéré en 1952.
9. SS-Standartenführer Martin Sandberger : peine de mort, commuée en 1951 en peine de prison à vie, libéré le 9 mai 1958 (mort en 2010).
10. SS-Standartenführer Willy Seibert : peine de mort, commuée en 1951 en quinze ans de prison, libéré en 1954.
11. SS-Standartenführer Eugen Steimle : peine de mort, commuée en 1951 en vingt ans de prison, libéré en 1954.
12. SS-Obersturmbannführer Werner Braune : peine de mort, exécuté le 7 juin 1951.
13. SS-Obersturmbannführer Ernst Biberstein : peine de mort, commuée en 1951 en peine de prison à vie, libéré le 9 mai 1958.
14. SS-Obersturmbannführer Walter Haensch : peine de mort, commuée en 1951 en quinze ans de prison, libéré en 1955.
15. SS-Obersturmbannführer Gustav Adolf Nosske : prison à vie, peine commuée en 1951 à dix ans de prison, libéré fin 1951.
16. SS-Obersturmbannführer Adolf Ott : peine de mort, commuée en 1951 en peine de prison à vie, libéré le 9 mai 1958.
17. SS-Obersturmbannführer Eduard Strauch : peine de mort, extradé en Belgique, mort à l'hôpital en 1955.
18. SS-Sturmbannführer Emil Haussmann : suicide le 31 juillet 1947.
19. SS-Sturmbannführer Waldemar Klingelhöfer : peine de mort, commuée en 1951 à la prison à vie, libéré en 1956.
20. SS-Sturmbannführer Lothar Fendler (en) : dix ans de prison, commuée en 1951 en huit ans de prison, libéré fin 1951.
21. SS-Sturmbannführer Waldemar von Radetzky (de) : vingt ans de prison, libéré en 1951.
22. SS-Hauptsturmführer Felix Rühl (de) : dix ans de prison, libéré en 1951.
23. SS-Obersturmführer Heinz Schubert : peine de mort, commuée en 1951 en 10 ans de prison, libéré en 1952.
24. SS-Untersturmführer Mathias Graf (de) : trois ans de prison, peine purgée.

Le 9 mai 1958, les trois derniers condamnés encore détenus (Sandberger, Biberstein et Ott) furent libérés, en l'occurrence de la prison de Landsberg.